# Ron Hunt (cầu thủ bóng đá, sinh năm 1933)
Ronald Malcolm Hunt (26 tháng 9 năm 1933 - tháng 4 năm 1999) sinh ra ở Colchester, Anh, là một cầu thủ bóng đá người Anh thi đấu ở vị trí tiền vệ ở Football League.

## Sự nghiệp
Hunt thi đấu cho Colchester United trong toàn bộ sự nghiệp thi đấu, có hơn 150 lần ra sân cho câu lạc bộ. Ông giúp đội bóng thăng hạng Third Division năm 1962 trước khi giải nghệ vì chấn thương vào năm 1963. Sau khi giải nghệ, Hunt dẫn dắt đội bóng non-league địa phương Mersea Island.

## Danh hiệu

### Câu lạc bộ
Colchester United
- Á quân Football League Fourth Division (1): 1961-62